# Чудви
Чудви́ — село в Головинській сільській громаді Рівненського району Рівненської області України. Населення становить 220 осіб.